# Indiantown
Indiantown es un área no incorporada ubicada del condado de Williamsburg en el estado estadounidense de Carolina del Sur.
Antes de la llegada de Europa ans a América del Norte, fue el lugar de un pueblo Chickasaw,  era una zona favorecida de caza y de pesca. Dentro de la comunidad es la moderna sede de la Chickasaws oriental, conocida como la Chaloklowa Chickasaws, que fue reconocida oficialmente como una tribu por el Estado de Carolina del Sur en 2005.
Era un sitio de la colonización europea en torno a los principios de Iglesia  Indiantown  presbiteriana, (fundada en 1757), que fue quemada por los británicos el teniente coronel Banastre Tarleton durante la Revolución Americana, un acto que aumento  la lealtad de los habitantes de la zona a su principal rival, General Americano Francis Marion.
La Iglesia Indiantown sigue siendo el centro de la Comunidad. Tiene un número de soldados revolucionarios enterrado en su  cementerio.  La iglesia ha adquirido los edificios y terrenos de la escuela cerrada Indiantown, que se utilizan para eventos deportivos y culturales en la comunidad. Se opera un centro de cuidado diurno también.